# Linea Sekishō
La linea Sekishō (石勝線?, Sekishō-Sen) è una linea ferroviaria nella prefettura di Hokkaidō, gestita da JR Hokkaidō, fra le stazioni di Minami-Chitose e Shintoku. La linea presenta inoltre una diramazione che, dalla stazione di Shin-Yūbari, conduce a quella di Yūbari. Il nome di questa linea deriva dalle due sottoprefetture attraversate dalla ferrovia, Ishikari (石狩) e Tokachi (十勝).

## Tracciato
Da Chitose, città satellite di Sapporo nella sottoprefettura di Ishikari, la linea procede verso Oiwake, nella sottoprefettura di Sorachi. In questo primo tratto non sono presenti stazioni intermedie; fra Oiwake e Shin-Yūbari vi sono invece fermate regolari, anche se tutte di minore rilevanza (e pertanto non servite da nessun espresso).
Da Shin-Yūbari fino al raccordo con la linea principale Nemuro (che avviene a nord di Shintoku) la linea attraversa i monti Hidaka; questa sezione è pertanto ricca di gallerie e stazioni di segnalazione, ma, trattandosi di una zona sparsamente popolata, in più di 90 km si trovano soltanto due stazioni, Shimukappu e Tomamu.

## Storia

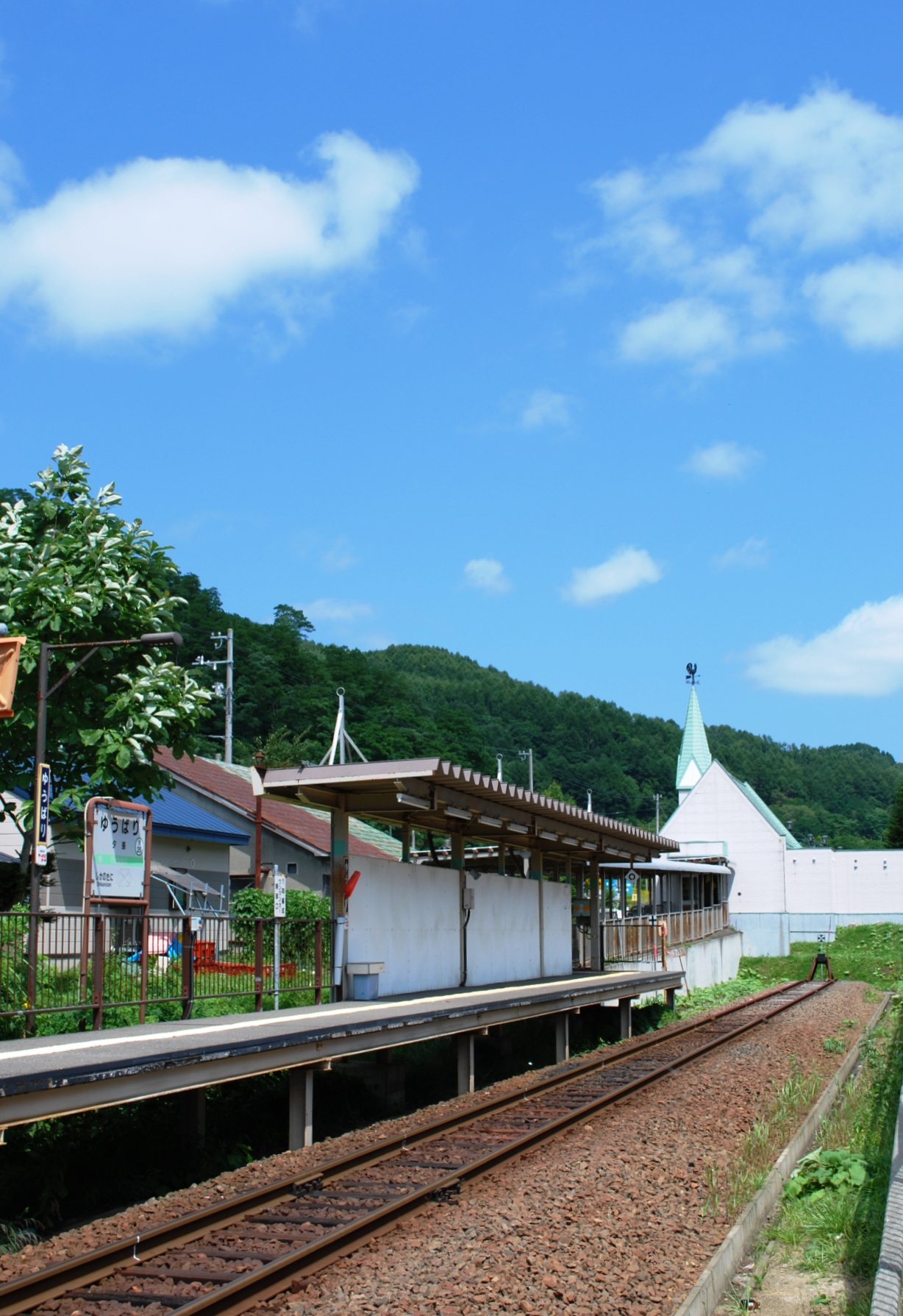
La stazione di Yūbari, capolinea della diramazione

Nel 1892 la Hokkaidō Tankō Tetsudō, una compagnia mineraria e ferroviaria, aprì la linea Yūbari (夕張線, Yūbari-sen), che collegava Oiwake a Yūbari, dove un tempo si trovavano molte miniere.
L'idea di collegare questa ferrovia all'Hokkaidō orientale nacque nella seconda parte del ventesimo secolo, e nel 1981 aprì il nuovo segmento fra la stazione di Shin-Yūbari, che si trovava sulla linea Yūbari, e quella di Shintoku, che si trovava sulla linea principale Nemuro. L'intera linea, da Minami-Chitose a Shintoku, prese il nome di linea Sekishō (石勝線, Sekishō-Sen. I sedici chilometri che separavano Shin-Yūbari dal vecchio capolinea di Yūbari diventarono così una diramazione della linea principale. Il nuovo tracciato rese il viaggio verso l'est dell'isola molto più rapido: fino ad allora, i treni dovevano passare per Takikawa e per Asahikawa.

## Treni

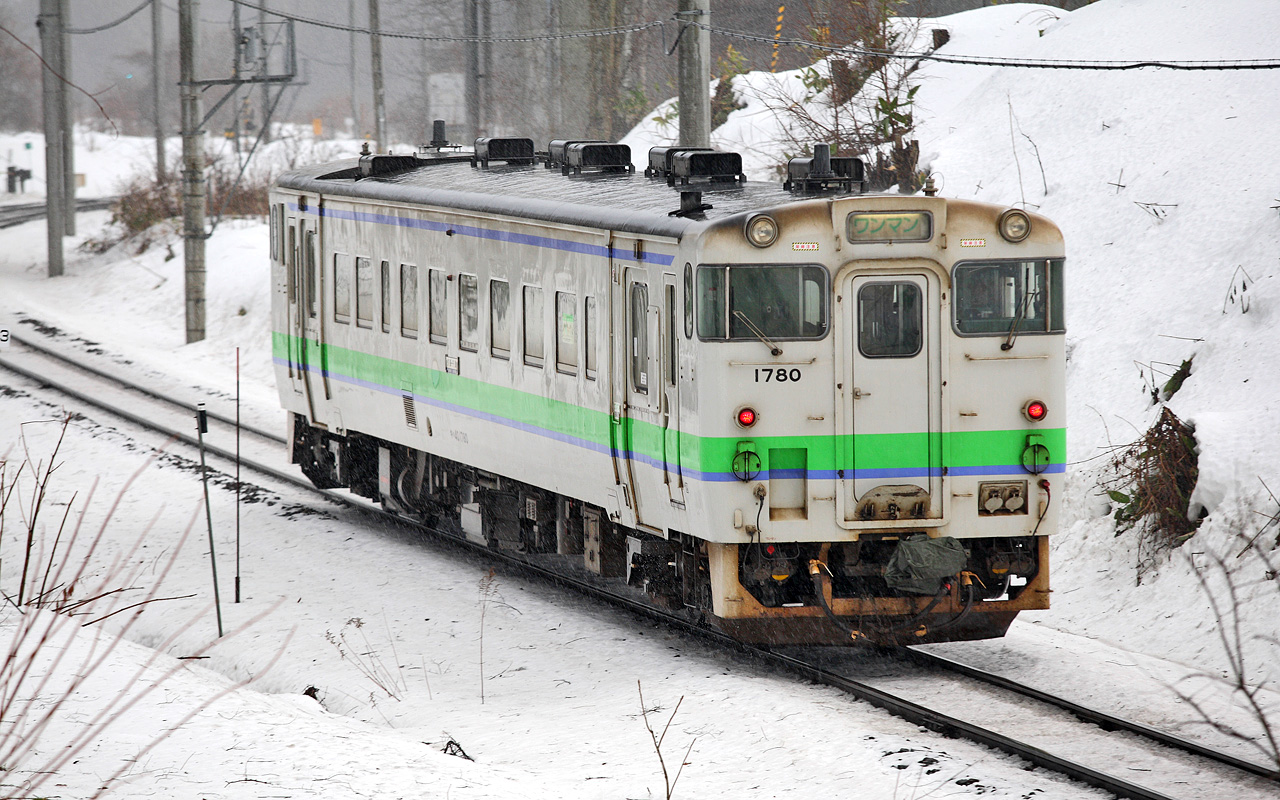
Un treno locale fra le stazioni di Kawabata e Takinoue

Essendo la linea parte della principale direttrice fra Sapporo e l'Hokkaidō orientale, essa è percorsa giornalmente sette volte dall'espresso Super Ōzora, da e per Kushiro, due volte dal Super Tokachi e quattro volte dal Tokachi, entrambi da e per Obihiro. Anche il Marimo, un treno notturno fra Sapporo e Kushiro, utilizza questa linea.
Su gran parte di questa ferrovia, invece, non è presente un servizio a livello locale, poiché il tratto più recente, quello fra Shintoku e Shin-Yūbari, attraversa zone montuose e poco popolate. Il tratto fra Minami-Chitose e Yūbari è percorso tuttavia da un treno locale, approssimativamente una volta ogni due ore.

## Stazioni
| Nr.                    | Stazione           | Nome in lingua originale | Distanza (da Minami-Chitose) | Coincidenze | Posizione (tutte le stazioni si trovano in Hokkaidō) |
| Linea principale       | Linea principale   | Linea principale         | Linea principale             | Linea principale | Linea principale                                     |
| ---------------------- | ------------------ | ------------------------ | ---------------------------- | --- | ---------------------------------------------------- |
| H14                    | Minami-Chitose     | 南千歳駅                 | 0.0 km                       | Hokkaido Railway Company (JR Hokkaidō): Linea Chitose (■ Tracciato principale, ■ diramazione per Shin-Chitose-Kūkō) | Chitose                                              |
| K15                    | Oiwake             | 追分駅                   | 17.6 km                      | JR Hokkaidō: Linea principale Muroran                                                                               | Oiwake                                               |
| K16                    | Higashi-Oiwake     | 東追分駅                 | 21.6 km                      | | Oiwake                                               |
| K17                    | Kawabata           | 川端駅                   | 27.0 km                      | | Yuni                                                 |
| K18                    | Takinoue           | 滝ノ上駅                 | 35.8 km                      | | Yūbari                                               |
| K19                    | Tomisato           | 十三里駅                 | 40.2 km                      | | Yūbari                                               |
| K20                    | Shin-Yūbari        | 新夕張駅                 | 43.0 km                      | JR Hokkaidō: ■ Sekishō Line (Diramazione per Yūbari)                                                                | Yūbari                                               |
| K21                    | Shimukappu         | 占冠駅                   | 77.3 km                      | | Shimukappu                                           |
| K22                    | Tomamu             | トマム駅                 | 98.6 km                      | | Shimukappu                                           |
| K23                    | Shintoku           | 新得駅                   | 132.4 km                     | JR Hokkaidō: ■ Linea principale Nemuro                                                                              | Shintoku                                             |
| Diramazione per Yūbari |                    |                          |                              | |                                                      |
| K20                    | Shin-Yūbari        | 新夕張駅                 | 0.0 km                       | JR Hokkaidō: ■ Linea Sekishō (Tracciato principale)                                                                 | Yūbari                                               |
| Y21                    | Numanosawa         | 沼ノ沢駅                 | 2.7 km                       | | Yūbari                                               |
| Y22                    | Minami-Shimizusawa | 南清水沢駅               | 6.7 km                       | | Yūbari                                               |
| Y23                    | Shimizusawa        | 清水沢駅                 | 8.2 km                       | | Yūbari                                               |
| Y24                    | Shikanotani        | 鹿ノ谷駅                 | 14.8 km                      | | Yūbari                                               |
| Y25                    | Yūbari             | 夕張駅                   | 16.1 km                      | | Yūbari                                               |